# Phước Năng
Phước Năng is een xã in het district Phước Sơn, een van de districten in de Vietnamese provincie Quảng Nam. Phước Năng heeft ruim 1700 inwoners op een oppervlakte van 72,05 km².

## Geografie en topografie
Phước Năng grenst in het westen aan xã Đắc Pring in huyện Nam Giang. De grenst wordt hier bepaald door de Thanh. In het zuidwesaten grenst Phước Năng aan xã Đăk Plô in huyện Đắk Glei van de provincie Kon Tum. In het noorden grenst het aan xã Phước Đức en in het oosten aan xã Phước Chánh. In het zuiden grenst Phước Năng aan xã Phước Mỹ.

## Verkeer en vervoer
Een belangrijke verkeersader is de Quốc lộ 14. Deze weg verbindt de Quốc lộ 9 met de Quốc lộ 13 en gaat door de provincies Quảng Trị, Huế, Quảng Nam, Kon Tum, Gia Lai, Đắk Lắk, Đắk Nông và Bình Phước. De weg is ter plekke een onderdeel van de Ho Chi Minh-weg.